# Кампобелло-ди-Ликата
Кампобелло-Ди-Ликата (итал. Campobello di Licata) — коммуна в Италии, располагается в регионе Сицилия, подчиняется административному центру Агридженто.
Население составляет 11 047 человек, плотность населения составляет 138 чел./км². Занимает площадь 80 км². Почтовый индекс — 92023. Телефонный код — 0922.
Покровителем населённого пункта считается святой Иоанн Креститель. Праздник ежегодно празднуется 24 июня.